# Colorado Mesa University
Das Colorado Mesa University (CMU) ist eine staatliche Universität in Grand Junction im Westen des US-Bundesstaates Colorado. An der Hochschule sind etwa 11.000 Studenten eingeschrieben. Sie ist ein sogenanntes Liberal Arts College.

## Geschichte
Die Hochschule wurde 1925 als Grand Junction State Junior College gegründet und 1937 in Mesa College umbenannt. Im Jahre 1973 wurden erstmals Abschlüsse eines Bachelor angeboten und 1988 erfolgte die Umbenennung in Mesa State College. Erste Master-Abschlüsse konnten im Jahre 1996 erworben werden und 2011 erfolgte eine Umbenennung in den heutigen Namen.

## Sport
Die Sportmannschaften des Mesa State College sind die Mavericks. Die Hochschule ist Mitglied der Rocky Mountain Athletic Conference.

## Western Colorado Community College
Das Western Colorado Community College, gegründet 2005 ist in die Colarado Mesa University eingegliedert und bietet eine Berufsausbildung und den akademischen Abschluss Associate Degree. Obwohl es unter eigenen Namen Auftritt werden die Abschlüsse von der Colarado Mesa University verliehen.

## Persönlichkeiten
- Marilyn Ferguson – Schriftstellerin
- Scott McInnis – Politiker und zwischen 1993 und 2005 Mitglied im US-Repräsentantenhaus.
- Rick Schroder – Schauspieler
- Walter White – American-Football-Spieler